# 로랑 테르지에프
로랑 테르지에프(Laurent Terzieff, 1935년 6월 27일 ~ 2010년 7월 2일)는 프랑스의 배우이다.

## 영화
- 라르고 윈치 2 (2011년) - 알렉상드르 정 역
- 르 옴브레 로제 (2009년)
- 난 항상 갱스터가 되고 싶었다 (2007, J'ai toujours rêvé d'être un gangster)
- 바이 더 프릭킹 오브 마이 썸 (2005년)
- 원스 어폰 엔젤 (2002년)
- 강대국의 전쟁 (1998년)
- 제르미날 (1993년)
- 겨울 54 (1989년)
- 별(영어판) (1989년)
- 단눈치오 (1987년)
- 붉은 키스 (1985년)
- 탐정 (1985년)
- 죽음의 정원으로의 여행 (1978년)
- Un ange passe (1975)
- 산티아고에 비가 내린다 (1975년)
- 모세 (1975년)
- 강력한 고독 (1974년)
- 메데아 (1970년)
- 은하수 (1969년)
- 폭로자 (1968년)
- 죄수 (1968년)
- 세시르의 환희 (1967년)
- 7대 죄악 (1962년)
- 다우 셜트 낫 킬 (1961년)
- 바니나 바니니 (1961년)
- 카포 (1960년)
- 아라야 (1959년)
- 위험한 고빗길 (1958년)